# Hypernatriämie
Mit Hypernatriämie wird eine Elektrolytstörung mit erhöhter Natriumkonzentration im Blutserum bezeichnet. Sie geht mit erhöhter Osmolarität einher und ist Ausdruck eines relativen Wassermangels. Ursache ist meist der Verlust von Wasser, womit es sich um eine hypertone Hypohydratation (Exsikkose), also um eine Störung der Osmoregulation handelt. In seltenen Fällen ist sie die Folge eines erhöhten Natriumbestands (durch Conn-Syndrom oder Cushing-Syndrom).
Der Wasserverlust resultiert aus
- verminderter Flüssigkeitsaufnahme (betrifft v. a. ältere Menschen, die ein vermindertes Durstgefühl haben oder nicht selbstständig trinken können) oder
- erhöhter Wasserausscheidung (Schweiß, Urin bei Diabetes insipidus oder Aquarese, Abatmung bei Fieber, Verdunstung aus Brandwunden).

Beim Wasserverlust ist der Natriumbestand an sich normal oder vermindert, jedoch steigt die Natriumkonzentration im Blut durch das fehlende Wasser an. Bereits ein geringfügiger Anstieg löst starken Durst aus, normalerweise gefolgt von Flüssigkeitszufuhr, um die Hypernatriämie zu beseitigen.

## Symptome
Eine Hypernatriämie lässt sich oft schwer feststellen, da die Symptome ziemlich diffus sind. Betroffene klagen über ein allgemeines Schwächegefühl, Müdigkeit und Konzentrationsschwierigkeiten. Es können auch Ödeme auftreten. In schweren Fällen kommt es zu epileptischen Anfällen und Bewusstlosigkeit.
Bei Säuglingen und Neugeborenen findet sich die Hypernatriämie nicht selten erst durch die routinemäßige Laborkontrolle. Ansonsten zeigen sich Symptome wie muskuläre Hypotonie, Apathie, Hyperexzitabilität, Tremor, Krampfanfälle oder Apnoe.
Von schweren Fällen spricht man, wenn die Natriumkonzentration im Blutplasma über 158 mmol/l liegt (normale Werte liegen im Bereich von 135 bis 145 mmol/l). Werte über 180 mmol/l sind lebensgefährlich.

## Behandlung
Eine Hypernatriämie kann relativ leicht durch Flüssigkeitszufuhr behoben werden, die entweder oral oder intravenös erfolgt. Dies muss allerdings langsam geschehen, da eine schnelle Absenkung der Natriumkonzentration lebensbedrohlich sein kann. Dies hängt damit zusammen, dass bei länger dauernder Hypernatriämie auch der Wassergehalt in den Zellen abnimmt. Eine rapide Absenkung des Natriumgehalts im Serum würde zum osmotischen  Wassereinstrom in die Zellen führen und diese anschwellen lassen. Im Gehirn kann dies zu einem Hirnödem und wegen der durch den Schädelknochen beschränkten Ausdehnungsfähigkeit zu einem Hirnschaden führen. Deswegen sollte eine schwere Hypernatriämie immer vom Arzt behandelt werden.